# Arbeitsmarktsegregation
Arbeitsmarktsegregation bedeutet die Wahl und Ausübung bestimmter Berufe vorwiegend von Menschen mit bestimmten Merkmalen auf dem Arbeitsmarkt. Laut Duden bedeutet Segregation die „Absonderung einer Menschengruppe aus gesellschaftlichen, eigentumsrechtlichen od. räumlichen Gründen“. Bezogen auf den Arbeitsmarkt meint man damit beispielsweise Berufe in typischen Frauen- oder Männerdomänen, die sich signifikant in den erlernten und ausgeübten Berufen wiederfinden (allgemeiner: die Geschlechtersegregation am Arbeitsmarkt), aber auch beispielsweise Berufe, die vorwiegend von Migranten ausgeübt werden.